# شهرستان والش (داکوتای شمالی)
شهرستان والش، داکوتای شمالی (به انگلیسی: Walsh County, North Dakota) یک سکونتگاه مسکونی در ایالات متحده آمریکا است که در داکوتای شمالی واقع شده‌است.

## خصوصیات
شهرستان والش ۳٬۳۵۱٫۴۶ کیلومترمربع مساحت دارد.